# 홍시후
홍시후(2001년 1월 8일 ~ )는 대한민국의 축구 선수이다. 포지션은 공격수이다. 현 김포 FC 소속이다.

## 클럽 경력
2020 시즌을 앞두고 K리그1의 성남 FC에 입단했다. 5월 9일에 열린 광주 FC와의 경기에서 프로 데뷔전을 치렀다. 10월 31일에 치러진 부산 아이파크와의 시즌 최종전 경기에서 프로 데뷔골을 포함해 1골 1도움을 기록하면서 팀의 2-1 승리에 기여했다. 홍시후의 활약으로 성남은 2020 시즌 K리그1 잔류에 성공했다. 2021 시즌에는 25경기에 출전했다. 하지만 2021시즌 동안 공격포인트를 기록하지는 못했다.
2022 시즌을 앞두고 구본철과 트레이드 되면서 인천 유나이티드에 입단했다.